# بيت (شعر)

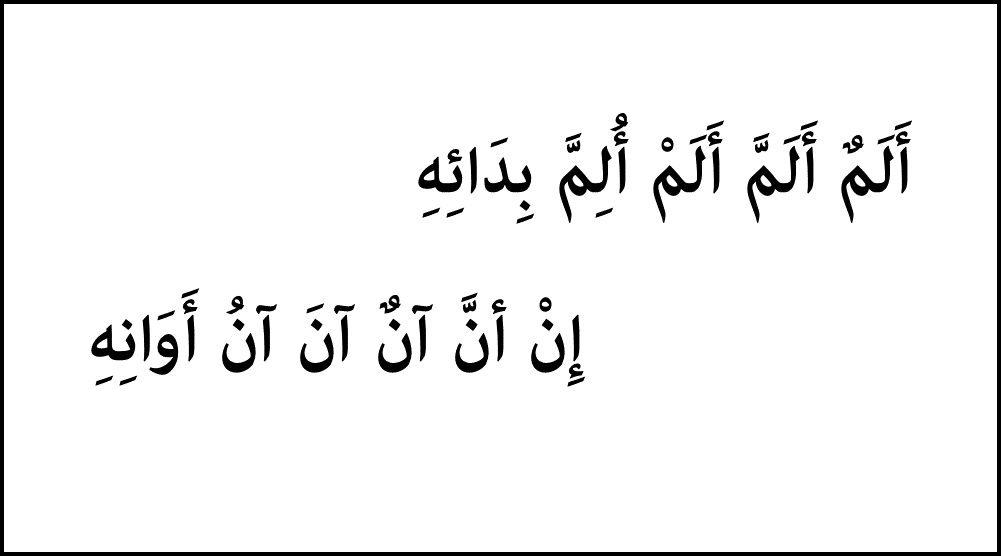
بيت شعري

بَيْتُ الشِّعْرِ أو البَيْتُ الشِّعْرِيُّ (الجمع: أَبْيَات) هو ما يشتمل على أجزاءٍ معلومة تسمى أجزاء التفعيل سمي به على الاستعارة لضم الأجزاء بعضها لبعض على نوع خاص كما تضم أجزاء البيت في عمارته على نوع خاص. وعبر عن مكان الشيء بأنه بيته ويشتمل على مصراعين، هما: الصَّدْرُ، والعَجُز.
والبيت إن استوفى نصفه نصف الدائرة يسمى بيتا تاما وإن استوفى كله كل الدائرة يسمى بيتا معتدلا والبيت الوافي ما كان تام الأجزاء. والبيت إن لم يكن في عروضه قافية فهو مصمت وإن كانت فهو مقفى إن كانت العروض في أصل الاستعمال مثل الضرب وإلا فهو المصرع.

أقسام البيت الشعري